# Quintanilla de la Mata

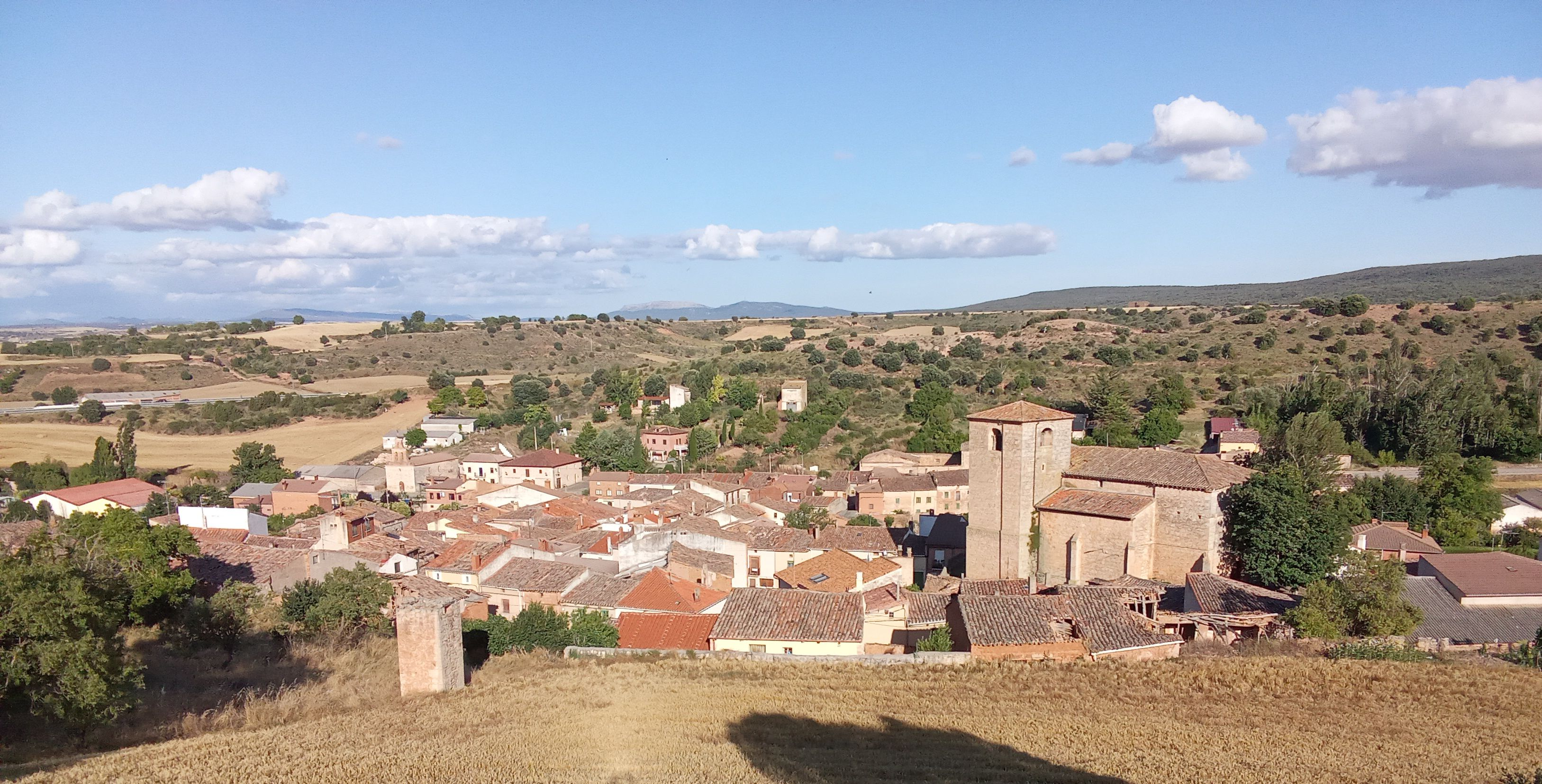
Quintanilla de la Mata y el Mesquero

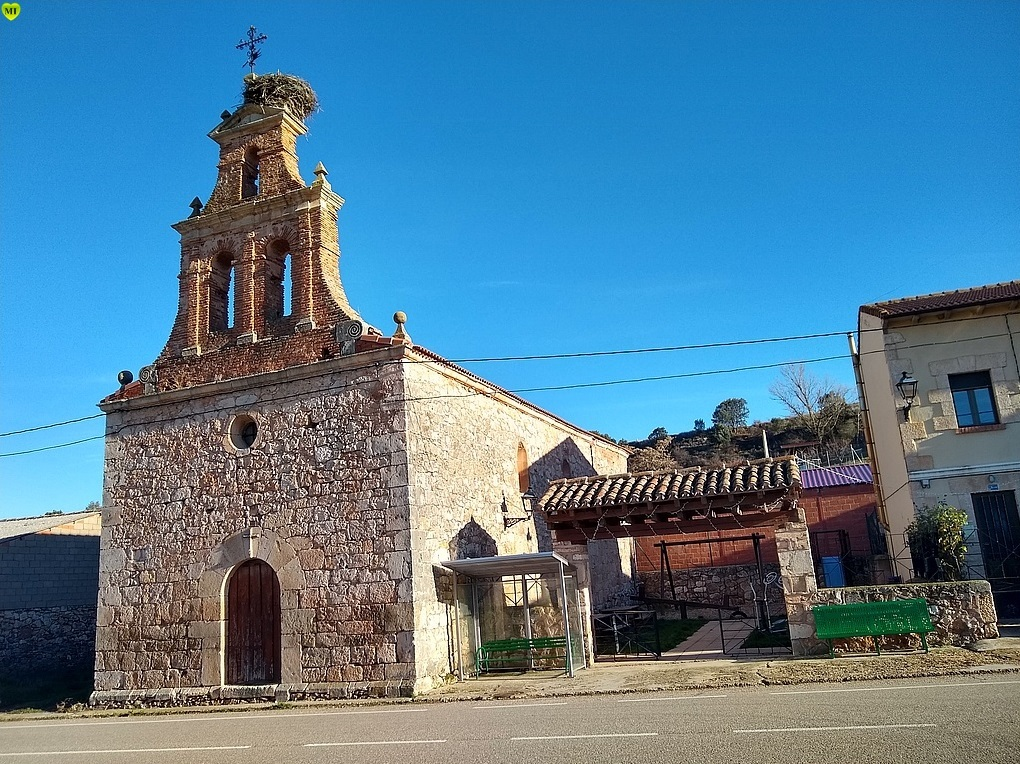
Ermita de San Roque

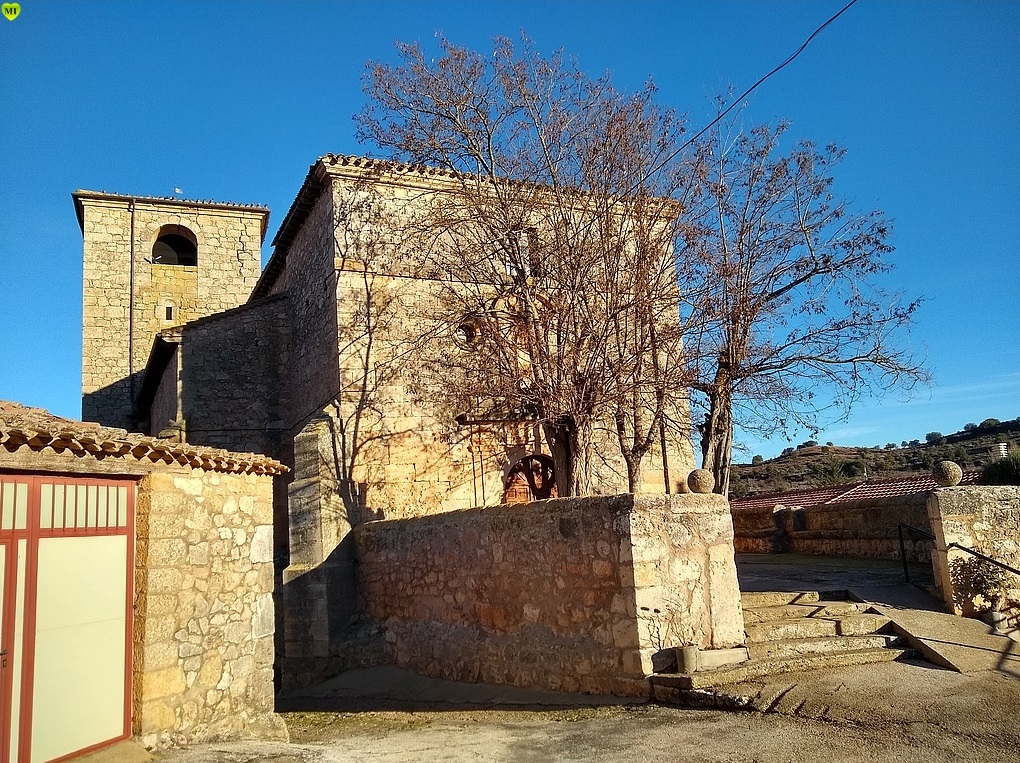
Iglesia de San Adrián

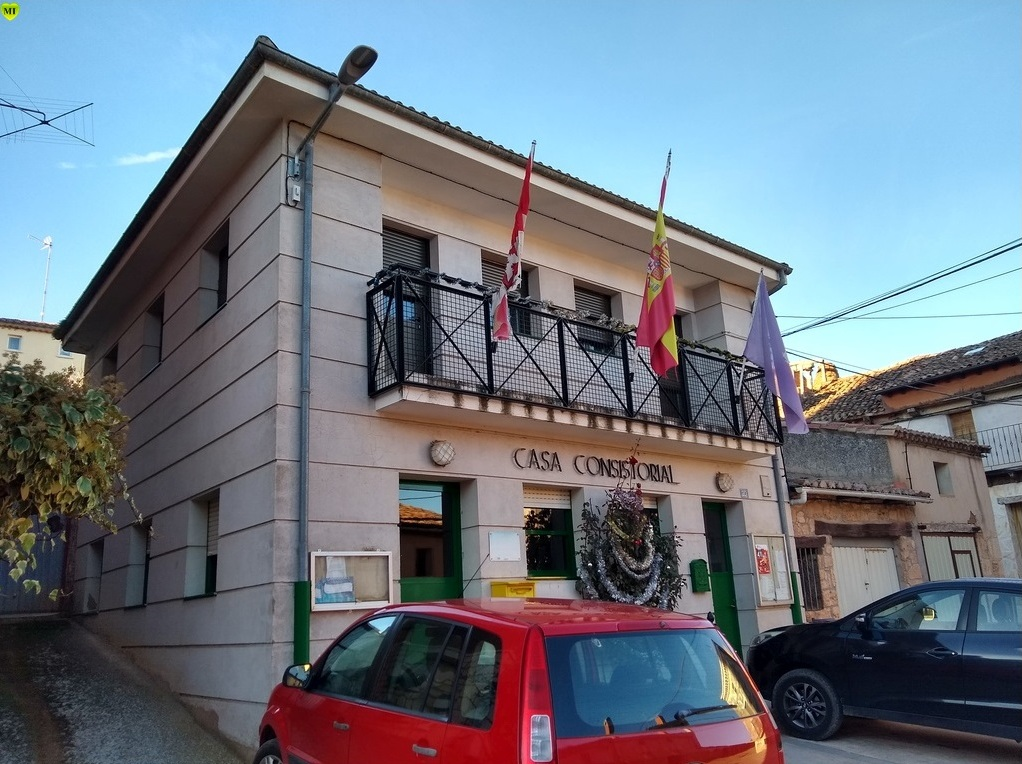
Casa consistorial

Quintanilla de la Mata es un municipio de España, en la provincia de Burgos, comunidad autónoma de Castilla y León. Tiene un área de 13,80 km² con una población de 147 habitantes (INE 2007) y una densidad de 10,65 hab/km².

## Geografía
Está situado en un terreno con ondulaciones, característico de la altiplanicie burgalesa entre los ríos Esgueva y Arlanza. Está atravesado por la autovía del Norte, entre los kilómetros 196 y 199 y se encuentra a 45 kilómetros de Burgos.
El municipio está a una altitud de 921 metros sobre el nivel del mar, rodeado totalmente por el término municipal de Lerma, salvo un exclave situado al oeste que limita con otros municipios.
Forma parte de la comarca del Arlanza.

## Historia

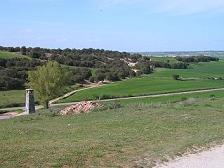
Monte de La Andaya

Habitada desde tiempos remotos (Paleolítico inferior), su nombre parece proceder de la dominación romana, si bien aún no se han encontrado evidencias de esa época. Su apellido «de la Mata», alude a los montes de encinas o ‘matas’, que rodean su término, entre ellos el monte de La Andaya, que comparte con la villa de Lerma, y el de Rabé. En muchos de los dinteles de sus casas se pueden apreciar símbolos de la eternidad (estrellas de seis puntas) o cruces paganas cristianizadas, que representan ritos ancestrales que permanecieron en la memoria colectiva de sus habitantes, un ejemplo puede ser el apodo de «brujas», otorgado a las mozas del pueblo, aunque no existe constancia de procesos inquisitoriales. La Organización Nacional de Ciegos (ONCE), le dedicó un cupón en 2021 a causa de este llamativo gentilicio.
El primer testimonio documental se remonta al año de 1242, mientras que sus ordenanzas datan de 1558, anteriores incluso a las de la villa de Lerma.
Durante toda su historia tuvo particular importancia en su economía la uva, estando actualmente adscrita a la Denominación de Origen Ribera del Arlanza. Fruto de esta importancia, los trece lagares con que llegó a contar el pueblo a principio del siglo XX, y de los que hoy a duras penas se mantienen dos o tres en pie. Cada lagar llevaba un nombre característico, generalmente aludiendo a su mayor propietario, como el de Dios, el de los Calvos, el del Maestro, el de Marín, el de Pacho, el de las Bombas…
Quintanilla tuvo una gran importancia en la construcción del Palacio del Duque de Lerma (1603-1618), valido del rey Felipe IV, pues se necesitó una gran cantidad de materiales, quedando patente en la documentación que buena parte de las piedras procedieron de la cantera de los Calazares, mientras que las baldosas y tejas se cocieron en su mayoría en el antiguo horno o tejera, ubicado junto a la actual panadería.
Posteriormente, Quintanilla fue el escenario de las andanzas del cura Merino durante la Guerra de la Independencia contra el invasor francés (1808-1812). Se da la circunstancia de que Jerónimo Merino y Cob procedía del vecino Villoviado, y en esta zona hostigó repetidamente a las tropas francesas, que tenían paso obligado por Quintanilla por el denominado ‘Camino Real’, atribuyendo a una de estas escaramuzas el incendio del Mesón de la Venta, en el límite del camino entre Quintanilla, Rabé y Fontioso. Son muchas las historias que aún se escuchan de soldados franceses enterrados en bodegas. También las guerras carlistas del s. XIX tuvieron su escenario en esta comarca, quedando constancia de la presencia del general carlista Zaratiegui hacia 1837.

## Demografía
Quintanilla de la Mata cuenta con una población de 108 habitantes (INE 2024).
| Gráfica de evolución demográfica de Quintanilla de la Mata entre 1842 y 2021                                        |
| |
| Población de derecho según los censos de población del INE Población de hecho según los censos de población del INE |

## Cultura

### Patrimonio
Iglesia parroquial de San Adrián: Gótica con planta de salón de los siglos XV y XVI. Conserva una pila bautismal románica bastante tosca, y una bonita portada de la sacristía de estilo gótico isabelino (finales del XV). Una virgen-trono románica fue sustraída del templo en 1990, hallándose en paradero desconocido. Su retablo mayor fue trazado por Félix de Rivas en 1737, y es churrigueresco. Se sitúa en la parte más alta del caserío.
Ermita de San Roque: Datada en el dintel de su portada en 1785. Construida a instancias de un particular, fue el Arzobispado quien se encargó de su enajenación en la década de 1970. Hoy es una nave agrícola coronada con una bonita espadaña.
Casa-Mesón: Fue encargada su construcción en 1752 a Pedro de Mendía por la cifra de 6285 reales, como parada de postas y mesón para el creciente tráfico de carruajes entre Madrid y Francia. Durante años fue célebre por sus perdices escabechadas, elaboradas por su mesonera «la maragata», así llamada pues su familia era originaria de la comarca de Astorga, de ella dio cuenta el etnógrafo Eduardo de Ontañón en su revista ‘Estampa’. Es la sede de la Asociación Cultural «El Mesquero», y se reinauguró en 2014. Llegaron a coexistir hasta tres mesones en Quintanilla en los siglos XIX y principios del XX.
Casas del Concejo: Antiguo ayuntamiento, también alojó las Escuelas, y hoy es el bar del pueblo. Aparece citado en los documentos al menos desde el siglo XVI, alojaba todas las reuniones concejiles.
Lagares y bodegas: Hoy sólo quedan dos lagares en uso; esenciales para la economía de la comarca, el mosto era posteriormente trasladado en pellejos a las bodegas, donde fermentaba hasta convertirse en vino. Son características de las bodegas de Quintanilla sus puertas de trancos de madera entrecruzados, para permitir la máxima aireación. La mayoría de ellas se orienta a poniente, hacia el Monte de la Andaya.
Quintanilla tuvo Hospital para pobres de solemnidad, ubicado en el solar del actual ayuntamiento, y conserva en su caserío una arquitectura mixta, mezcla de piedra caliza (abundante en la zona) y adobe. Otros elementos característicos de su arquitectura rural son el pilón para los machos, los lavaderos, el petril.

### Patrimonio inmaterial
28 o 29 de febrero: Canto de las marzas. Característico de toda la comarca del Arlanza, los vecinos (antiguamente los quintos) se distribuyen en dos grupos y entonan coplas de saludo a la primavera. Al día siguiente recogen por las casas huevos, miel y otros productos de la tierra para preparar una gran merienda.
9 de mayo: San Gregorio. Procesión religiosa y posterior merienda popular en el Lagar de Dios.
16 de junio: San Adrián. Fiestas patronales. Suelen coincidir con el segundo fin de semana de junio. Se celebran verbenas, juegos populares, baile al santo, concurso de lanzamiento de azada, y una comida popular en las bodegas el lunes. Se da la circunstancia de que hasta la década de 1950 esta festividad tenía lugar en septiembre, sin embargo se trasladó a junio para evitar que los lermeños u otros visitantes inoportunos esquilmaran las uvas, ya casi maduras, en su camino a Quintanilla.
14 de agosto: San Roque. Santo Patrón contra la peste, existe una ermita desacralizada a la entrada del pueblo, datada en 1785, dedicada a él. Se celebra una merienda popular en el Lagar de Dios en la que nunca faltan la dulzaina y el tamboril.